# Pontypool
Pontypool (in gallese Pont-y-pŵl, 28 334 ab. nel 2011) è una città del Regno Unito nel Galles sudorientale, facente parte del distretto di contea di Torfaen e situata lungo l'Afon Lwyd.

## Geografia fisica

### Collocazione
Pontypool si trova nella zona centrale del distretto di Torfaen, a metà strada tra Blaenavon e Cwmbran (rispettivamente a sud della prima e a nord della seconda) , a circa 15 km a nord di Newport e a circa 35 km  a nord-est di Cardiff.
Si trova ad un'altitudine di 450 piedi s.l.m.

### Suddivisione amministrativa
- Griffithstown
- Pontnewynydd
- Sebastopol

## Etimologia
Chiamata in epoca normanna Le Pool, deve il proprio nome attuale probabilmente ad un ponte in ferro sull'Afon Lwyd.

## Società

### Evoluzione demografica
Al censimento del 2011, Pontypool contava una popolazione pari a 28.334 abitanti.

## Storia
La città divenne un importante centro industriale nel XVI secolo, grazie a Richard Hanbury, un imprenditore originario del Worcestershire, che arrivò a Pontypool per sfruttare i giacimenti minerari della zona.

## Edifici e luoghi d'interesse
- Pontypool Park[1]

## Sport
- Pontypool RFC, squadra di rugby[6]

## Amministrazione

### Gemellaggi
- Bretten, Germania[7][8]
- Condeixa, Portogallo[7][8]
- Longjumeau, Francia[7][8]